# Aalbek (Stör)
Der Aalbek ist ein östlicher Nebenfluss der Stör in Schleswig-Holstein.

## Verlauf
Der Fluss hat eine Länge von ungefähr 13 km. Er bildet sich aus dem Zusammenfluss mehrerer Wiesengräben 1 km nordwestlich der Margarethenschanze beim Aalberg der Gemeinde Loop.  Er fließt dann südlich als Gemeindegrenze bis Ellhorn und nimmt dort Wasser aus dem Einfelder See auf und wendet sich erst östlich, dann westlich, parallel zur Bundesautobahn 7 Richtung Süden, durchfließt den Ort Wasbek und mündet südlich von Ehndorf in die Stör. 

## Trivia
Der künstlich angelegte Silbersee, der sich direkt an der A7 befindet, wurde zeitweise vom Aalbek durchflossen. 
An der Autobahn in Höhe Neumünster befindet sich die gleichnamige Raststätte Aalbek West.
In Wasbek und Ehndorf sind Straßen nach dem Aalbek benannt.

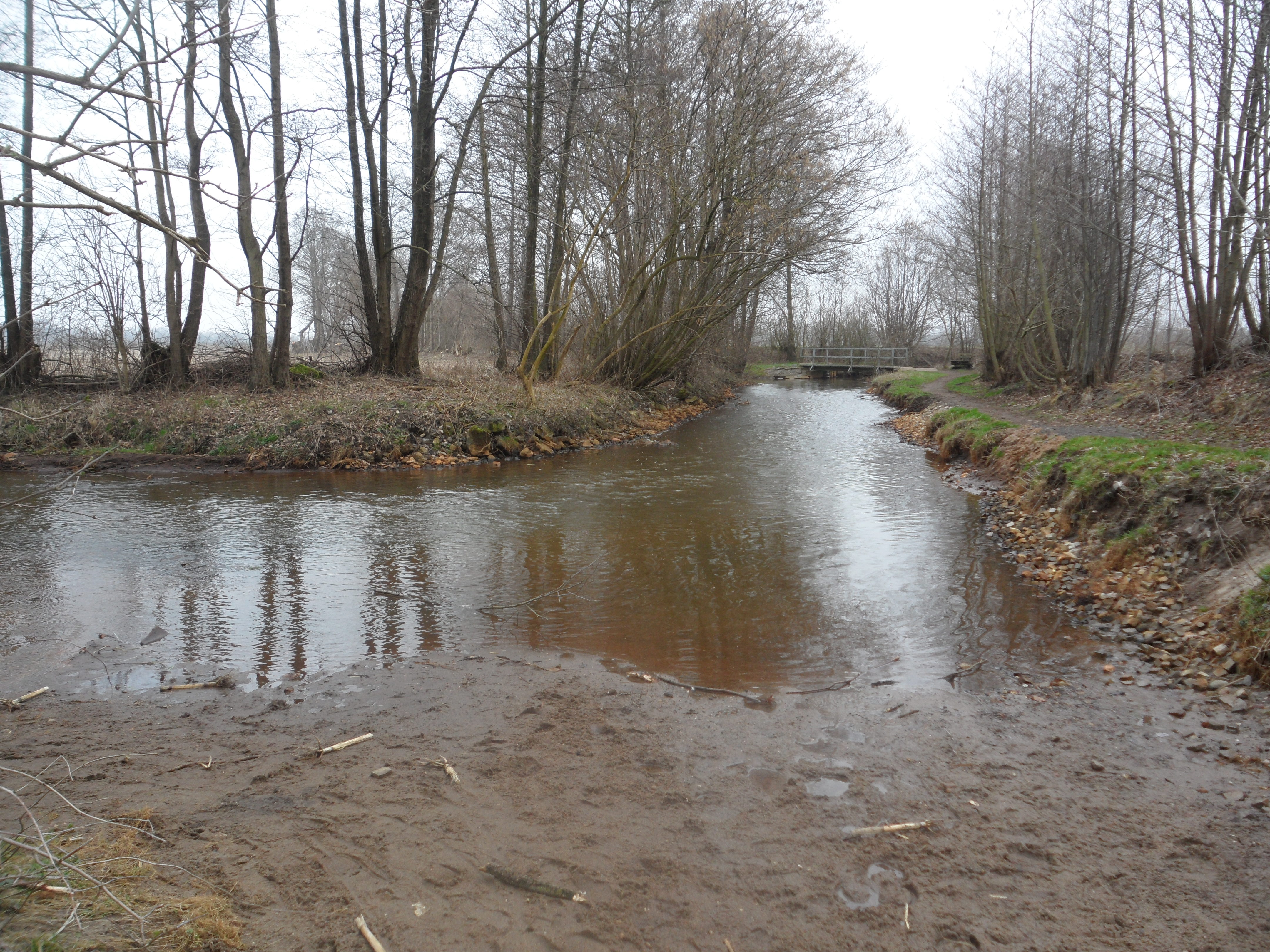
Brücke im Hintergrund, ein Reitweg führt hier durch den Fluss